# 米尔扎·迦利布

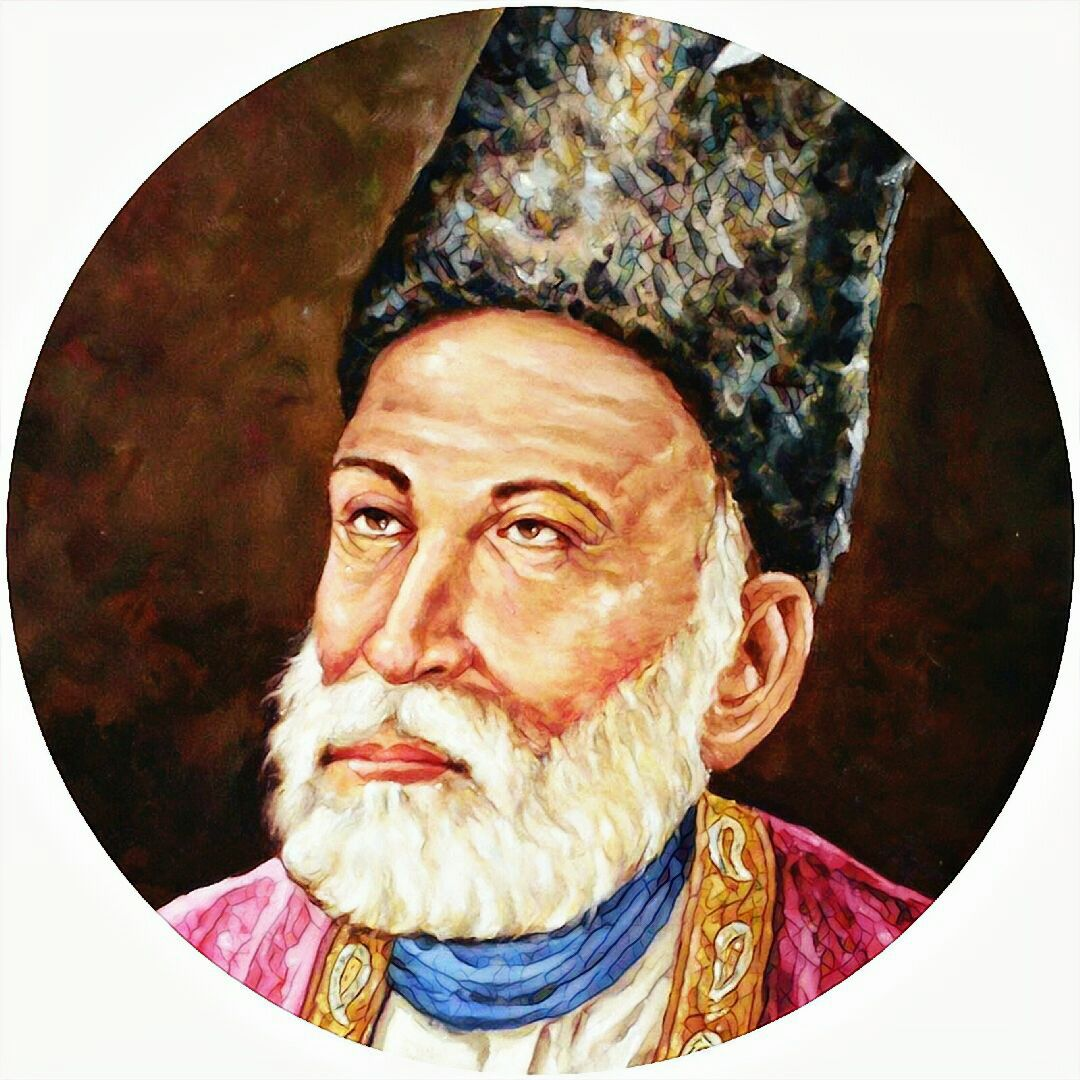
米尔扎·迦利布

米尔扎·阿萨杜拉·汗（乌尔都语/波斯语:مرزا اسد اللہ بیگ خان ），笔名迦利布（غالب），是用乌尔都语和波斯语写作的杰出印度诗人，诗作有《加扎尔勒抒情诗》、《花束》等。